# Distretto di Aczo
Il distretto di Aczo è un distretto del Perù nella provincia di Antonio Raymondi (regione di Ancash) con 2.378 abitanti al censimento 2007 dei quali 464 urbani e 1.914 rurali.
È stato istituito fin dall'indipendenza del Perù.